# Audi 225
L'Audi Front 225 est une voiture particulière de la catégorie grande routière à traction avant que la marque Audi, qui appartient à Auto Union, a présentée en tant que successeur du modèle Audi Front UW en février 1935 lors du 25e Salon de l'automobile de Francfort. Le moteur six cylindres de 2,3 litres de l'Audi Front 225 correspondait à celui de la Wanderer W 245. L'Audi 920 est arrivée sur le marché en 1938 en tant que successeur avec un nouveau moteur de 3,2 litres et une propulsion arrière.

Audi 225 roadster

Le moteur six cylindres en ligne de 2 litres conçu par Ferdinand Porsche en 1931 pour la Wanderer W 20 est porté à 2,3 litres et développe 50 ch à 3 500 tr/min (55 ch à 3 800 tr/min à partir de 1937). La boîte de vitesses à quatre rapports devant le moteur, avec 3e et 4e vitesses synchronisées, est commandée via un levier de vitesses sur le tableau de bord. La voiture, avec un châssis central, a une suspension indépendante avec des triangles en tête et des ressorts à lames transversaux à l'avant et des bras oscillants avec des ressorts à lames transversaux à l'arrière. Elle était disponible en tant que berline sport 4 portes, berline 4 portes (6 vitres), cabriolet 2 portes (2 ou 4 vitres) ou roadster 2 portes.
Pour des raisons de capacité, les Audi Front 225 berlines étaient produites à l'usine Horch d'Auto Union à Zwickau. Gläser a construit les cabriolets à Dresde en utilisant le châssis fourni par Horch.